# Tropodiaptomus simplex
Tropodiaptomus simplex is een eenoogkreeftjessoort uit de familie van de Diaptomidae. De wetenschappelijke naam van de soort werd in 1909 voor het eerst geldig gepubliceerd door Georg Ossian Sars.